# 4:99
4:99 è un album del gruppo hip hop tedesco Die Fantastischen Vier, uscito per Four Music nel 1999. L'album raggiunse la prima posizione nella classifica musicale tedesca come in quelle austriaca e svizzera.
Come già il precedente Live und direkt, il CD contiene una parte multimediale con contenuti come i video musicali di "MfG".

## Tracce
1. "Und Täglich Grüßen Fanta Vier/Romantic Fighters" (una citazione legata al titolo tedesco del film Ricomincio da capo) - 1:23
2. "30 Mark" - 0:42
3. "Mit freundlichen Grüßen (MfG)"  - 3:35
4. "Hammer"  - 4:59
5. "Die Stadt, die es nicht gibt" -  4:29
6. "00:29" - 0:29
7. "Alles schon gesehen" - 4:25
8. "Michi Beck in Hell" - 5:12
9. "Home Again" - 0:44
10. "Le Smou" - 4:38
11. "Weiter als du denkst" - 5:22
12. "Millionen Legionen" - 5:38
13. "Schmock" - 4:16
14. "FunkYms20" - 1:45
15. "Hoffnung" - 5:05
16. "Buenos Dias Messias" - 4:31
17. "Gute Nacht" - 0:58

## Singoli
| Anno | Titolo                | Posizione in classifica | Posizione in classifica | Posizione in classifica | Posizione in classifica |
| Anno | Titolo                | Germania                | Svizzera                | Austria                 |                         |
| ---- | --------------------- | ----------------------- | ----------------------- | ----------------------- | ----------------------- |
| 1999 | "MfG"                 | 2                       | 2                       | 2                       |                         |
| 1999 | "Michi Beck in Hell"  | -                       | -                       | -                       |                         |
| 1999 | "Le Smou"             | 68                      | -                       | -                       |                         |
| 1999 | "Buenos Dias Messias" | 87                      |                         |                         |                         |